# Venustiano Carranza
Pour les articles homonymes, voir Venustiano Carranza (homonymie) et Carranza.
José Venustiano Carranza Garza né le 29 décembre 1859 à Cuatro Ciénegas dans l'État de Coahuila au Mexique et mort assassiné le 21 mai 1920 à Tlaxcalantongo, État de Puebla, est un homme d'État mexicain. Il est président du Mexique de 1915 à 1920.

## Biographie

### Premières années

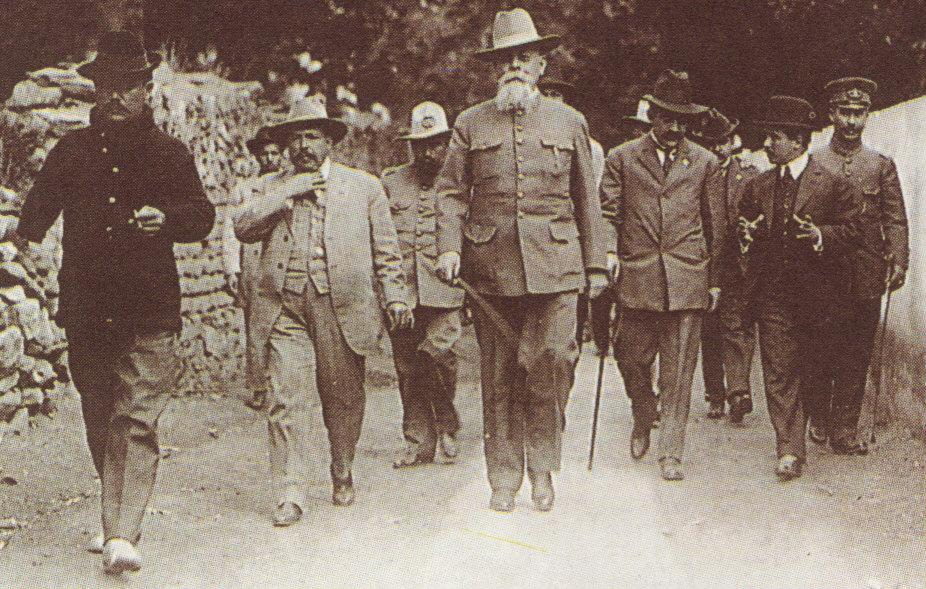
Venustiano Carranza à La Cañada

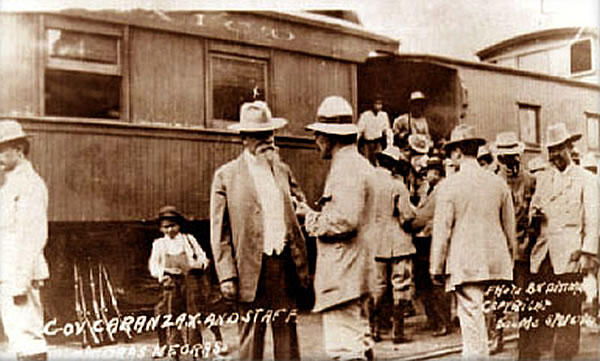
Venustiano Carranza à Piedras Negras

Son père Jesús participe à la Guerre de Réforme et combat contre des tribus indigènes. Partisan de Benito Juárez, il est nommé colonel dans l'armée républicaine durant l'intervention française.
Grâce à la fortune de sa famille, Venustiano Carranza peut fréquenter les meilleures écoles de Saltillo puis de Mexico.

### Révolution mexicaine

#### Carranza sous Madero
Durant le « Porfiriat » il est maire de Cuatro Ciénegas, député au congrès de l'État de Coahuila puis député fédéral et sénateur au Congrès de l'Union. Gouverneur intérimaire de l'État de Coahuila (1908), il est déçu de ne pas avoir été choisi à titre définitif, et ce en raison de ses affinités politiques avec Bernardo Reyes. Il est l'un des premiers à soutenir les efforts de Francisco Madero pour renverser Porfirio Díaz. Il est nommé gouverneur de l'État de Coahuila par Francisco Madero. Une fois au pouvoir, celui-ci le nomme secrétaire de la Guerre et de la Marine.

#### Chef constitutionnaliste
Après que Victoriano Huerta ait renversé et fait assassiner Madero et Pino Suárez au terme de la Décade tragique, seuls deux gouverneurs, Maytorena au Durango et Carranza au Coahuila, osent se soulever contre lui. Venustiano Carranza est un admirateur de Benito Juarez et un partisan de l'application stricte de la Constitution libérale de 1857. Le 4 mars 1913, il crée l'armée constitutionnaliste (Ejército Constitucionalista), qui tire son nom de cette volonté affichée de respecter la légalité constitutionnelle. Il se proclame « Primer Jefe » (premier chef) de la révolution et, le 26 mars, il publie un document en sept points, connu sous le nom de Plan de Guadalupe. Son autorité est reconnue par les chefs révolutionnaires du nord du pays.
Doué d'un certain flair politique, Carranza n'a toutefois aucun talent militaire. Il est bientôt obligé de quitter le Coahuila et de gagner l'État de Sonora où il établit un gouvernement. Il y fait alliance avec Álvaro Obregón, qui se révèle un brillant stratège doublé d'un homme politique froid et dissimulateur. À la fin de l'hiver 1913-14, il contrôle la plus grande partie de l'État de Sonora. En 1913-14, les principales opérations militaires se déroulent cependant dans l'État de Chihuahua, où Pancho Villa inflige des défaites retentissantes à l'armée fédérale. Villa reconnait nominalement l'autorité de Carranza, mais celui-ci ne lui fait pas confiance. Beaucoup de choses séparent les deux hommes : l'âge mais aussi le tempérament. Carranza est froid et calculateur, tandis que Villa est impulsif et émotionnel. Par ailleurs, les manifestations d'indépendance de Villa irritent Carranza, qui le considère comme un rival potentiel. Carranza s'évertue donc par tous les moyens à entraver son action.
Huerta, qui n'a pas le soutien des Américains et dont les troupes subissent défaite sur défaite, doit renoncer au pouvoir le 15 juillet 1914 et s'exile aux États-Unis, où il meurt en 1916,.
Les discordes entre chefs éclatent alors au grand jour. Pour damer le pion à Villa, Carranza convoque une « convention des représentants des gouverneurs et des commandants des unités de l'armée constitutionnaliste », qui est un fiasco. Sous la pression de certains généraux, qui souhaitent éviter un affrontement entre Carranza et Villa, il est décidé qu'elle se poursuivrait en terrain neutre, à Aguascalientes.
Le 10 octobre 1914, la convention d'Aguascalientes commence ses travaux. On peut grosso modo diviser les participants en trois groupes : les villistes, les carrancistes et les « indépendants », bien qu'aucun des trois ne soit vraiment homogène. Obregón est à l'origine d'une proposition présentée le 30 octobre : démettre Carranza, retirer à Villa le commandement de la División del Norte et désigner un président par intérim. Le1er novembre 1914, Eulalio Gutiérrez est élu président provisoire par la Convention. Villa accepte la proposition, tandis que Carranza, qui a déployé en vain des manœuvres dilatoires et entend soumettre sa démission à certaines conditions, quitte Mexico le 2 novembre pour la ville de Córdoba. Il finit par être déclaré rebelle par la convention le 10 novembre. Obregón, qui considère l'issue des travaux comme un échec, se rallie à Carranza. La rupture entre les dirigeants révolutionnaires est consommée. Le mouvement est maintenant divisé en « institutionnalistes », c'est-à-dire les partisans de Carranza, et en « conventionnalistes ».

#### Victoire et présidence de Carranza
Le 24 novembre 1914, les derniers soldats de Carranza quittent Mexico pour le port de Veracruz, où il établit le siège de son gouvernement, après le départ des Américains qui occupaient la ville. Les forces conventionnalistes se déchirent rapidement. Tandis que Villa accumule les maladresses, Carranza a l'habileté de faire des concessions politiques et d'adapter son programme, notamment en promulguant une loi de réforme agraire le 6 janvier 1915. Sa portée est limitée mais elle atteint son but : aliéner une partie de la base paysanne de Villa. Par ailleurs, au printemps 1915, Obregón, à la tête des troupes institutionnalistes et soutenu par ses bataillons rouges de la Casa del obrero mundial, remporte une série de victoires militaires extrêmement sanglantes, qui brisent Villa.
Carranza assume la fonction de premier chef de l'Armée constitutionnaliste du 13 août 1914 au 30 avril 1917) chargé du pouvoir exécutif des États-Unis mexicains. En 1916, plus aucun chef de faction révolutionnaire n'était en mesure de contester son pouvoir à l'échelon national, comme en témoigne la pragmatique reconnaissance de facto de son gouvernement par les États-Unis, en octobre 1915, malgré la mise en place du « plan de San Diego » par ses partisans, préparant une invasion mexicaine du territoire américain, tenu en échec par le gouvernement américain. Carranza créa un système judiciaire indépendant, plus de décentralisation, et une réforme agraire sous le système de l'ejido.
C'est un homme d'une grande intelligence avec une vaste connaissance de la situation et de l'histoire mexicaine. Il est aussi opportuniste et sans pitié pour ses adversaires. Les zapatistes qu'il combat inventent le verbe « carrancear » tiré de son nom, et qui signifie pillage, mort et désolation. En septembre 1916, il sent le besoin d'une nouvelle constitution et convoque donc une convention constitutionnelle. La constitution de Querétaro est adoptée le 5 février 1917. Elle prévoit notamment le suffrage universel et la réforme agraire. Le 1er mai 1917, Carranza est élu premier président sous le régime de la nouvelle constitution.
Proposant par ailleurs de réaffirmer le contrôle national sur les ressources mexicaines, notamment le pétrole et les minerais, Carranza doit faire face à des relations de plus en plus tendues avec les États-Unis (ce qui le pousse à garder des liens avec l'Allemagne). Son gouvernement impose des taxes plus élevées, oblige les propriétaires terriens à solliciter une autorisation officielle pour vendre leur terre aux étrangers, et ajoute une clause à la Constitution qui confère la propriété des ressources du sous-sol à la nation plutôt qu'au propriétaire du terrain. Cette clause n'est toutefois guère suivie d'effets. Car le Mexique est loin d'être pacifié. De grandes parties du territoire échappent aux carrancistes. Non seulement ni Villa ni Zapata ne sont définitivement écrasés, mais bon nombre de leurs partisans, devenus des bandits de grand chemin, entretiennent l'insécurité. Carranza offre une récompense pour la tête de Zapata, ce qui mène à son assassinat dans une embuscade (1919), tandis que Villa poursuit un combat sans issue.
Il est proche de la féministe Hermila Galindo, qui défend plusieurs réformes comme le droit de vote des femmes, mais finalement, le président ne les met pas en œuvre. Il conduit en revanche des réformes sociales destinées à améliorer la condition ouvrière : reconnaissance du droit syndical et du droit de grève, interdiction du travail des enfants, journée de huit heures et salaire minimum, etc. La très forte instabilité politique rend toutefois difficile l'application de ces réformes.

#### Chute et assassinat
En 1920, comme sa présidence arrive à son terme, Carranza choisit Ignacio Bonillas pour successeur. Celui-ci, inconnu de tous, est ambassadeur à Washington. Il devait servir de marionnette pour Carranza et empêcher Álvaro Obregón d'accéder à la présidence. Les alliés de ce dernier, Adolfo de la Huerta ainsi que Plutarco Elías Calles, tous deux natifs de l'État de Sonora, comme Obregón, auquel ils sont très liés, lancent le plan d'Agua Prieta et forcent Carranza à fuir Mexico. Il choisit de retourner à Veracruz mais, en route, il est intercepté et assassiné par arme à feu à Tlaxcalantongo.

## Articles détaillés
Revolución de Agua Prieta (es)